# Munatia biolleyi
Munatia biolleyi är en insektsart som beskrevs av George Clifford Carl 1916. Munatia biolleyi ingår i släktet Munatia och familjen Romaleidae. Inga underarter finns listade i Catalogue of Life.